# Talisca
Anderson Souza Conceição, född 1 februari 1994, mer känd som Talisca eller Anderson Talisca, är en brasiliansk fotbollsspelare som spelar för Fenerbahçe.

## Karriär
I maj 2021 värvades Talisca av saudiska Al Nassr, där han skrev på ett treårskontrakt. Den 27 januari 2025 värvades Talisca av turkiska Fenerbahçe, där han skrev på ett 1,5-årskontrakt.